# ル・ルドゥタブル (原子力潜水艦)
ル・ルドゥタブル（フランス語：Le Redoutable, S 611）は、フランス海軍の原子力潜水艦。ル・ルドゥタブル級原子力潜水艦の1番艦。艦名は戦慄を意味するフランス語から。この名を受け継いだ艦としては11代目にあたる。

## 艦歴
「ル・ルドゥタブル」は、第2期長期軍事力整備計画に基づきDCNシェルブール工廠で1964年11月に起工、1967年3月29日進水、1971年12月1日に就役しロング島基地に配備された。
1974年にM2に換装し、その後M20に換装された。本艦は同型艦の中で唯一M4の換装が実施されなかった。
20年間に51回の戦略哨戒任務に従事したのちに、1991年12月1日に退役した。2000年に乾ドックに入り2年がかりで原子炉と兵装の除去をした。2002年にシェルブールにあるCité de la mer博物館に展示された。

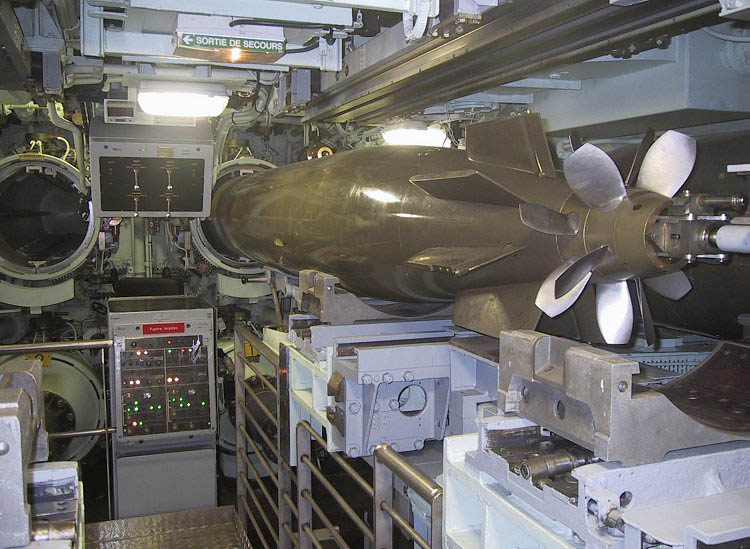
魚雷発射管室内の様子